# Atletisme als Jocs Olímpics d'estiu de 2012 – Salt amb perxa femení
La prova del salt amb perxa femení dels Jocs Olímpics de Londres del 2012 es va disputar entre el 4 i el 6 d'agost a l'Estadi Olímpic de Londres.

## Rècords
Abans de la prova els rècords del món i olímpic existents eren els següents:
| Rècord del món | Ielena Issinbàieva (RUS) | 5m 06cm | Zúric, Suïssa | 28 d'agost de 2009 |
| Rècord olímpic | Ielena Issinbàieva (RUS) | 5m 05cm | Pequín, Xina  | 18 d'agost de 2008 |

## Horaris
Tots els horaris són segons l'horari britànic (UTC+1)
| Data                        | Hora  | Ronda          |
| --------------------------- | ----- | -------------- |
| Dissabte, 4 d'agost de 2012 | 10:20 | Qualificacions |
| Dissabte, 6 d'agost de 2012 | 19:00 | Final          |

## Medallistes
| Or                  | Plata                | Bronze                   |
| Jennifer Suhr (USA) | Yarisley Silva (CUB) | Ielena Issinbàieva (RUS) |

## Resultats

### Qualificació
Es demana 4m 60cm (Q) per a passar a la final o bé els 12 millors saltadors (q).
| Posició | Grup | Atleta                       | 4.10 | 4.25 | 4.40 | 4.50 | 4.55 | Resultat | Notes |
| ------- | ---- | ---------------------------- | ---- | ---- | ---- | ---- | ---- | -------- | ----- |
| 1       | B    | Ielena Issinbàieva (RUS)     | –    | –    | –    | o    | o    | 4.55     | q     |
| 1       | A    | Yarisley Silva (CUB)         | –    | –    | –    | o    | o    | 4.55     | q     |
| 1       | A    | Jennifer Suhr (USA)          | –    | –    | –    | –    | o    | 4.55     | q     |
| 4       | A    | Lisa Ryzih (GER)             | –    | –    | o    | xo   | o    | 4.55     | q     |
| 5       | B    | Anna Rogowska (POL)          | –    | –    | xo   | xo   | o    | 4.55     | q     |
| 6       | B    | Silke Spiegelburg (GER)      | –    | –    | –    | o    | xo   | 4.55     | q     |
| 7       | A    | Holly Bleasdale (GBR)        | –    | –    | xo   | o    | xo   | 4.55     | q     |
| 7       | A    | Vanessa Boslak (FRA)         | –    | o    | xo   | o    | xo   | 4.55     | q     |
| 7       | A    | Martina Strutz (GER)         | –    | o    | o    | xo   | xo   | 4.55     | q     |
| 10      | B    | Becky Holliday (USA)         | –    | xo   | xxo  | o    | xo   | 4.55     | q     |
| 11      | A    | Alana Boyd (AUS)             | –    | o    | xxo  | xxo  | xo   | 4.55     | q     |
| 12      | B    | Jiřina Ptáčníková (CZE)      | –    | –    | xo   | xo   | xxo  | 4.55     | q     |
| 13      | B    | Stélla-Iró Ledáki (GRE)      | xxo  | o    | xo   | o    | xxx  | 4.50     |       |
| 14      | B    | Fabiana Murer (BRA)          | –    | –    | –    | xo   | xxx  | 4.50     |       |
| 15      | B    | Lacy Janson (USA)            | –    | o    | o    | xxx  |      | 4.40     |       |
| 15      | A    | Monika Pyrek (POL)           | –    | o    | o    | xxx  |      | 4.40     |       |
| 17      | A    | Anastasiya Shvedova (BLR)    | –    | xo   | o    | –    | xxx  | 4.40     |       |
| 18      | A    | Jillian Schwartz (ISR)       | o    | xxo  | o    | xxx  |      | 4.40     |       |
| 19      | A    | Tomomi Abiko (JPN)           | o    | o    | xxx  |      |      | 4.25     |       |
| 19      | A    | Angelica Bengtsson (SWE)     | –    | o    | xxx  |      |      | 4.25     |       |
| 19      | B    | Mélanie Blouin (CAN)         | o    | o    | xxx  |      |      | 4.25     |       |
| 19      | B    | Nikoleta Kyriakopoulou (GRE) | –    | o    | xxx  |      |      | 4.25     |       |
| 19      | A    | Tina Šutej (SVN)             | o    | o    | xxx  |      |      | 4.25     |       |
| 24      | A    | Ekateríni Stefanídi (GRE)    | xo   | o    | xxx  |      |      | 4.25     |       |
| 25      | B    | Nicole Büchler (SUI)         | xxo  | o    | xxx  |      |      | 4.25     |       |
| 26      | B    | Kate Dennison (GBR)          | –    | xo   | xxx  |      |      | 4.25     |       |
| 26      | B    | Nataliya Mazuryk (UKR)       | –    | xo   | xxx  |      |      | 4.25     |       |
| 26      | A    | Minna Nikkanen (FIN)         | o    | xo   | xxx  |      |      | 4.25     |       |
| 26      | A    | Anastasia Savchenko (RUS)    | –    | xo   | xxx  |      |      | 4.25     |       |
| 30      | A    | Li Ling (CHN)                | –    | xxo  | xxx  |      |      | 4.25     |       |
| 31      | A    | Choi Yun-Hee (KOR)           | xo   | xxx  |      |      |      | 4.10     |       |
| 31      | A    | Maria Leonor Tavares (POR)   | xo   | xxx  |      |      |      | 4.10     |       |
| 33      | B    | Marion Lotout (FRA)          | xxo  | xxx  |      |      |      | 4.10     |       |
| 33      | A    | Ganna Shelekh (UKR)          | xxo  | –    | xxx  |      |      | 4.10     |       |
| N/D     | B    | Dailis Caballero (CUB)       | xxx  |      |      |      |      | NM       |       |
| N/D     | B    | Svetlana Feofanova (RUS)     | –    | –    | xx–  | x    |      | NM       |       |
| N/D     | B    | Caroline Bonde Holm (DEN)    | xxx  |      |      |      |      | NM       |       |
| N/D     | B    | Liz Parnov (AUS)             | xxx  |      |      |      |      | NM       |       |
| N/D     | B    | Tori Pena (IRL)              | xxx  |      |      |      |      | NM       |       |

### Final
| Posició | Atleta                   | 4.30 | 4.45 | 4.55 | 4.65 | 4.70 | 4.75 | 4.80 | Resultat | Notes |
| ------- | ------------------------ | ---- | ---- | ---- | ---- | ---- | ---- | ---- | -------- | ----- |
| Or      | Jennifer Suhr (USA)      | –    | –    | o    | –    | o    | xo   | xxx  | 4.75     |       |
| Argent  | Yarisley Silva (CUB)     | –    | xo   | o    | o    | o    | xo   | xxx  | 4.75     | = NR  |
| Bronze  | Ielena Issinbàieva (RUS) | –    | –    | x–   | o    | o    | xx–  | x    | 4.70     |       |
| 4       | Silke Spiegelburg (GER)  | –    | –    | o    | o    | x–   | xx   |      | 4.65     |       |
| 5       | Martina Strutz (GER)     | –    | xo   | o    | x–   | xx   |      |      | 4.55     |       |
| 6       | Jiřina Ptáčníková (CZE)  | o    | xxo  | xx–  | x    |      |      |      | 4.45     |       |
| 6       | Lisa Ryzih (GER)         | –    | xxo  | xxx  |      |      |      |      | 4.45     |       |
| 6       | Holly Bleasdale (GBR)    | –    | xxo  | xxx  |      |      |      |      | 4.45     |       |
| 9       | Becky Holliday (USA)     | xo   | xxo  | xxx  |      |      |      |      | 4.45     |       |
| 10      | Vanessa Boslak (FRA)     | xo   | xxx  |      |      |      |      |      | 4.30     |       |
| 11      | Alana Boyd (AUS)         | xxo  | xxx  |      |      |      |      |      | 4.30     |       |
| N/D     | Anna Rogowska (POL)      | –    | xxx  |      |      |      |      |      | N/D      | NM    |